# Салмоней
САЛМОНЕ́Й (грец. Salmoneus) — син Еола, батько Тіро, герой, епонім елідського міста Салмони. Міф зображує його зухвалим гордієм, що прагнув дорівнятися до Зевса. С. імітував грім грюкотом казанів та брязкотом колісниць, а блискавку — запаленими смолоскипами. Зевс уразив С. блискавкою і скинув у Тартар, а місто зруйнував.